# Кубок Лихтенштейна по футболу 2003/2004
Кубок Лихтенштейна по футболу 2003/04 (нем. Liechtensteiner Cup 2003/04) — 59-й сезон ежегодного футбольного соревнования в Лихтенштейне. Победитель кубка квалифицируется в квалификационный раунд Кубок УЕФА 2004/05. Обладателем кубка в 33-й раз в своей истории стал Вадуц.

## Квалификация
Матчи состоялись 23 и 24 сентября 2004 года.
| Хозяева        | Счёт           | Гости          |
| -------------- | -------------- | -------------- |
| Вадуц III      | 0:1            | Тризен III     |
| Эшен Маурен IV | 2:2 (пен. 2:4) | Шан II         |
| Тризен II      | 0:0 (пен. 3:4) | Эшен-Маурен II |

## Первый раунд
Матчи состоялись 21, 22 октября 2003 года и 1 апреля 2004 года.
| Хозяева       | Счёт | Гости           |
| ------------- | ---- | --------------- |
| Шан II        | 0:11 | Вадуц           |
| Бальцерс II   | 0:1  | Тризен          |
| Руггелль      | 2:4  | Эшен-Маурен II  |
| Руггелль II   | 1:5  | Эшен-Маурен II  |
| Тризенберг II | 3:2  | Шан             |
| Шан III       | 2:5  | Тризенберг      |
| Тризен III    | 3:2  | Эшен-Маурен III |
| Вадуц II      | 0:1  | Бальцерс        |

## 1/4 финала
Матчи состоялись 7, 10 и 12 апреля 2004 года.
| Хозяева        | Счёт | Гости       |
| -------------- | ---- | ----------- |
| Эшен-Маурен II | 2:3  | Бальцерс    |
| Тризен III     | 1:2  | Тризенберг  |
| Тризенберг II  | 0:11 | Эшен-Маурен |
| Тризен         | 0:9  | Вадуц       |

## 1/2 финала
Матчи состоялись 5 и 19 мая 2004 года.
| Хозяева     | Счёт | Гости    |
| ----------- | ---- | -------- |
| Тризенберг  | 1:2  | Бальцерс |
| Эшен-Маурен | 2:5  | Вадуц    |

## Финал
Финал состоялся 25 мая 2004 года на стадионе Райнпарк в Вадуце.
| Хозяева | Счёт | Гости    |
| ------- | ---- | -------- |
| Вадуц   | 5:0  | Бальцерс |